# 란 (가수)
란 (RAN)은 대한민국의 가수이며,
2004년 1대 란 (전초아)이 ‘1집 finally... in 5 years’로 데뷔하였고, 2006년 ‘2집 The Second Story’부터 2대 란 (정현선)이 활동하고 있다.

### 소속인
| 성명   | 소속인 | 비고                |
| ------ | ------ | ------------------- |
| 전초아 | 1대    | 2004.10. ~ 2006.02. |
| 정현선 | 2대    | 2006.04. ~ 현재     |

## OST
- 태풍의 신부 잊는다고 잊혀지는 너라면

## 소속 앨범
- 1대 란(전초아)
  - 2004년 10월 란 1집 finally... in 5 years
  - 2005년 8월 란 1.5집 어쩌다가[1]

- 2대 란(정현선)
  - 2006년 4월 란 2집 The Second Story
  - 2007년 4월 란 그리고 란 (Single)(1대 란&2대 란)
  - 2008년 4월 란 3집 I Love You
  - 7월 한 남자 한 여자 (Single)
  - 2009년 1월 Never Say Bye (Single)
  - 4월 This Is Ran (Single)
  - 6월 동화속의 사랑 (Single) (란&수빈)
  - 7월 사랑이 뭐길래 (Single)
  - 11월 사랑이 시작됐어 (Single)
  - 2019년 6월 10일 <나 사랑이 잘 안 돼서> (싱글)